# Ada Adler
Ada Sara Adler (Frederiksberg, 18 de febrero de 1878-Copenhague, 28 de diciembre de 1946) fue una erudita y filóloga danesa.
Sus padres fueron Bertel David Adler (1851-1926) y Elise Johanne Fraenckel (1852-1938), le dieron un hermano llamado David Baruch Adler.
Es más conocida por su edición crítica estándar de la enciclopedia Suda, publicada en 5 volúmenes (Leipzig, 1928-1938). Contribuyó con varios artículos en la Realencyclopädie Pauly-Wissowa.
Se casó el 9 de octubre de 1901 con el profesor de filosofía Anton Ludvig Christian Thomsen (1877-1915), divorciándose de él en 1912.
En 1916 publicó un catálogo de manuscritos griegos la Biblioteca Real de Dinamarca. En 1931 le concedieron el Tagea Brandt Rejselegat.